# Artur Bagieński
Artur Jan Bagieński (ur. 10 stycznia 1971 w Opocznie) – polski polityk, samorządowiec i nauczyciel, w latach 2007–2018 wicemarszałek, a od 2024 członek zarządu województwa łódzkiego.

## Życiorys
Ukończył w 1999 studia w Wyższej Szkole Pedagogicznej w Częstochowie, a w 2005 studia podyplomowe z ochrony środowiska na Politechnice Łódzkiej. Pracował jako nauczyciel historii w Aleksandrowie Łódzkim, następnie na stanowisku specjalisty w Łódzkiej Kasie Chorych i Wojewódzkim Funduszu Ochrony Środowiska.
W 2002 z ramienia Polskiego Stronnictwa Ludowego zasiadł w sejmiku łódzkim, mandat utrzymywał w 2006, 2010 i 2014, wykonując go do 2018 (nie uzyskał wówczas reelekcji). W 2007 został powołany na stanowisko wicemarszałka tego województwa, utrzymywał to stanowisko również po wyborach w 2010 i 2014, sprawując urząd do 2018. Z ramienia PSL kandydował w 2007 i w 2015 do Sejmu, w 2009 i 2014 Parlamentu Europejskiego, a w 2011 do Senatu.
W wyborach w 2019 kandydował do Senatu z własnego komitetu w okręgu nr 29. Zdobył wówczas 72 692 głosy (46,7%), nie uzyskując mandatu. W tym samym roku ponownie przypadł mu natomiast mandat radnego sejmiku łódzkiego (w miejsce Dariusza Klimczaka). W 2023 startował do Sejmu z ramienia współtworzonej przez ludowców Trzeciej Drogi. W 2024 ponownie wybrany na radnego województwa. W czerwcu tego samego roku powołany na członka zarządu województwa VII kadencji.

## Życie prywatne
Jest żonaty, ma dwoje dzieci.